# 堅志田城
堅志田城（かたしだじょう）は、熊本県下益城郡美里町にあった中世の日本の城（山城）。
熊本県下益城郡美里町尾根筋、標高256mに位置する。集落からの比高は約160mで、最高所に平坦地があり東半分は削平されている。南西および北西の集落に延びる尾根には計3条の堀切が設けられた。

## 歴史
阿蘇惟長（菊池武経）は弟の阿蘇惟豊に敗れて本拠を失い、惟長の子・惟前は大永3年（1523年）に当城に入った。惟前は相良氏と結んでいたが天文12年（1543年）に落城し、当城は惟豊方の支配下となった。天正10年（1582年）に島津氏が八代城まで進出した後は阿蘇領の最前線となる。
しかし、阿蘇領は一宮の神領であることから、島津義久は攻撃を躊躇い、くじ引きを行うことで、神に攻撃してもよいかどうかを問うた。天正11年10月5日、くじ引きによって攻撃が決定される。だが、再び神領への攻撃に疑念を感じた島津義久が、10月17日、薩摩郡山寺にて二度目の神慮を占う。すると白くじが出たので、攻撃を中止。
このため島津氏は押えの城として花の山城を築き、戦線は膠着した。
天正13年（1585年）に甲斐親直が死ぬと甲斐親英は花の山城を攻め、合戦が再開された。同年に当城は攻め落とされて島津氏の番城となり、豊臣秀吉による九州征伐から肥後国人一揆の間に廃城となったとされる。